# MKB-10 poglavlje I: (A00—A09) — Crevne infektivne bolesti
Crevne infektivne bolesti (A00-A09) prema - MKB-10 su niz nozoloških jedinica za koje je zajedničko: feko-oralni mehanizam infekcije, ulazna vrata (sluzokoža digestivnog trakta) i putevi prenošenja uzročnika. Spadaju u grupu najčešćih zaraznih bolesti (oko 20% svih zaraznih bolesti čine crevne). Otprilike 1 milijarda ljudi godišnje na globalnom nivou oboli od ovih bolesti, a oko 5 miliona dece uzrasta do 5 godina godišnje umire od crevnih zaraznih bolesti.

## (A00-A09) - Crevne infektivne bolesti[3]
U skladu sa MKB-10 poglavlje I: Određene infektivne i parazitske bolesti, crevne zarazne bolesti razvrstane su u na sledeći način radi lakšeg evidentiranja, izveveštavanja i praćenja:
- A00 Kolera
  - A00.0 Kolera koju uzrokuje Vibrio cholerae, biovar cholerae, klasična kolera
  - A00.1 Kolera koju uzrokuje Vibrio cholerae 01, biovar El Tor, El Tor kolera
  - A00.9 Kolera, nespecifična

- A01 Trbušni tifus i paratifus
  - A01.0 Trbušni tifus, Uzročnik Salmonella typhi
  - A01.1 Paratifus Aw
  - A01.2 Paratifus B
  - A01.3 Paratifus C
  - A01.4 Paratifus, nespecifična, Uzročnik Salmonella paratyphi BPO

- A02 Ostale infekcije uzrokovane salmonelama
  - A02.0 Entritis uzrokovan salmonelom, salmoneloza
  - A02.1 Sepsa uzrokovana salmonelom
  - A02.2 Lokalizirane infekcije salmonelama
  - A02.8 Ostale specificirane infekcije salmonelama
  - A02.9 Infekcije salmonelama, nespecifična

- A03 Šigeloze
  - A03.0 Šigeloza koju uzrokuje Shigella dysenteriae, Šigeloza grupe A (Shiga-Kruse disenterija)
  - A03.1 Šigeloza koju uzrokuje Shigella flexneri, Šigeloza grupe B
  - A03.2 Šigeloza koju uzrokuje Shigella boydii, Šigeloza grupe C
  - A03.3 Šigeloza koju uzrokuje Shigella sonnei, Šigeloza grupe D
  - A03.8 Ostale šigeloze
  - A03.9 Šigeloza, nespecificirana, Bacilarna dizenterija BPO

- A04 Ostale bakterijske crevne infekcije
  - A04.0 Infekcija enteropatogenom E.coli
  - A04.1 Infekcija enterotoksičnom E.coli
  - A04.2 Infekcija enteroinvazivnom E.coli
  - A04.3 Infekcija enterohemoragijskom E.coli
  - A04.4 Ostale crijevne infekcije koje uzrokuje, Escherichia coli, Enteritis koji uzrokuje E.coli BPO
  - A04.5 Enteritis koji uzrokuje Campylobacter
  - A04.6 Enteritis koji uzrokuje Yersinia enterocolitica
  - A04.7 Enterokolitis koji izrokuje Clostridium difficile
  - A04.8 Ostale specifične crevne bakterijske infekcije
  - A04.9 Bakterijske crevne infekcije, nespecifične, Bakterijski enteritis BPO

- A05 Ostala bakterijska trovanja hranom (alimentarne intoksikacije)
  - A05.0 Alimentarna stafilokokna intoksikacija
  - A05.1 Botulizam
  - A05.2 Alimentarna intoksikacija koju uzrokuje Clostridium perfringens (Clostridum welchii) Enteritis necroticans Pig-bel
  - A05.3 Alimentarna intoksikacija izazvana mikroorganizmom Vibrio parahaemolyticus
  - A05.4 Alimentarna intoksikacija izazvana mikroorganizmom Bacillus cereus
  - A05.8 Ostale specifične bakterijske alimentarne intoksikacije
  - A05.9 Bakterijska alimentarna intoksikacija, nespecifične

- A06 Amebijaza
  - A06.0 Akutna amebna dizenterija, Akutna amebijaza, Crijevna amebijaza BPO
  - A06.1 Kronična crijevna amebijaza
  - A06.2 Amebni nedizenterični kolitis
  - A06.3 Intestinalni amebom, Amebom BPO
  - A06.4 Amebni apsces jetre, Hepatalna amebijaza
  - A06.5 Amebni apsces pluća (J99.8*), Amebni apsces pluća (i jetre)
  - A06.6 Amebni apsces mozga (G07*), Amebni apsces mozga (i jetre) (i pluća)
  - A06.7 Kožna amebijaza
  - A06.8 Amebna infekcija drugih lokalizacija, Amebni apendicitis, balanitis (N51.2*)
  - A06.9 Amebijaza, nespecificirana

- A07 Ostale crevne bolesti izazvane protozoima
  - A07.0 Balantidijaza, Dizenterija uzrokovana balantidijama
  - A07.1 Giardijaza (lamblijaza)
  - A07.2 Izosporijaza, Infekcije koje uzrokuju Isospora belli i Isospora hominis, Crijevna kokcidioidoza, Izosporoza
  - A07.8 Ostale specificirane crevne bolesti izazvane protozoima, Crevna trihomonijaza, Sarkocistoza, Sarkosporidijaza
  - A07.9 Crevne bolesti izazvane protozoama, nespecifične, Dijareja uzrokovana flagelatima, Protozoarni(a) kolitis, dijareja, dizenterija

- A08 Virusne i druge specifične crevne infekcije
  - A08.0 Enteritis izazvan rotavirusima
  - A08.1 Akutna gastroenteropatija uzrokovana Norwalk agensom, Enteritis uzrokovan sitnim okruglastim virusima
  - A08.2 Enteritis izazvan adenovirusima
  - A08.3 Ostali virusni enteritisi
  - A08.4 Virusne crevne infekcije, nespecifične, Virusni enteritis BPO, gastroenteritis BPO, gastroenteropatija BPO
  - A08.5 Ostale specifične crevne infekcije

- A09 Dijareja i gastroenteritis za koje se pretpostavlja da su infektivnog porekla
  - A09.0 Dijareja i gastroenteritis za koje se pretpostavlja da su infektivnog porekla